# 阿尔博加市镇
阿尔博加市镇（瑞典語：Arboga kommun）是瑞典中部西曼兰省的一个市镇。其治所位于阿尔博加。